# バック・イン・ザ・U.S.A.
「バック・イン・ザ・U.S.A.」（英語: Back in the U.S.A.）は、チャック・ベリーの楽曲。1959年5月にチェス・レコードよりシングル盤として発売され、Billboard Top 100で最高位37位を獲得した。オリジナル・アルバムには未収録となっており、1962年に発売されたコンピレーション・アルバム『ツイスト』でアルバム初収録となった。
作詞作曲はベリー自身が手がけており、オーストラリア旅行を終えてアメリカに帰国した際に書いた。1978年にリンダ・ロンシュタットによってカバーされた。ロックの殿堂のWebサイトに掲載されたベリーの人物紹介には、ベリーは「ドライブインや街角のカフェなどの『ハンバーガーが昼夜を問わずオープングリルで焼けていていたり/イェイ、そしてジュークボックスでレコードがジャンプするアメリカのような場所』に敬意を表していた」と記載されている。

## レコーディング
「バック・イン・ザ・U.S.A.」のレコーディングは、1959年2月17日にイリノイ州シカゴで行われた。プロデュースは、レナード・チェスとフィル・チェスが手がけた。
- チャック・ベリー - ボーカル、ギター
- ジョニー・ジョンソン - ピアノ
- ウィリー・ディクスン - ベース
- フレッド・ビロー（英語版） - ドラムス
- エタ・ジェイムス、マーキーズ（英語版） - バッキング・ボーカル

## カバー・バージョンや文化的影響

### リンダ・ロンシュタットによるカバー
ロンシュタットは、ベリーによるオリジナル・バージョンをロサンゼルスの近くで以前彼女のバンドに在籍したイーグルスのグレン・フライが運転する車中で、彼が作ったカセットテープで聴いた。ロンシュタットはフライに「私たちは昔、トルバドゥールのバーのあたりに座って『なんてこと、レコード契約ができない』なんて話していた」ことを思い出させており、「私たちは一文無しで悲惨だったし、自分たちが悲惨だと思っていたし、自分たちがとても貴重だと思っていた。突然彼の顔を見て見て私はこう言った：『坊や、人生は本当に厳しいよ。私たちはポケットに入っているお金を全部持って（アスペンに）スキーに行くんだし、楽しい時間を過ごせるし、テーププレーヤーには素晴らしい音楽が流れているんだ』と。ちょうどその時に「バック・イン・ザ・U.S.A.」が流れてきて、私はさらに『歌うには最高の曲だな。歌ってみようと思う』と言った」回想している。
ロンシュタットによるカバー・バージョンは、キャッシュボックス誌で最高位11位、Billboard Hot 100で最高位16位を獲得した。1987年10月16日、ロンシュタットはセントルイスのフォックス・シアターでチャック・ベリーの60歳の誕生日を祝うコンサートの一環としてベリーとともにステージに立った。製作助手のマーク・スローコムによれば、ロンシュタットとバンドはハ長調でリハーサルしていたのだが、ベリーの「バック・イン・ザ・U.S.A.」のコンサートでのギター演奏はト長調にする必要があった。スロコーム曰く「リンダ・ロンシュタットはプロなので、彼女が緊張していたり、失敗したりするのを聞くことはない。だけど……彼女がステージを降りるときにはとても腹を立てていて、楽屋を通り抜けてステージドアから出て、リムジンに乗り込んで2回目のステージには戻ってこなかった（ベリーの誕生日イベントは同じセットリストと同じゲストで2回のコンサートを予定していた）。」「バック・イン・ザ・U.S.A.」のロンシュタットとベリーの演奏はベリーの60歳誕生日コンサートの映画化作品、1987年公開の『ヘイル・ヘイル・ロックンロール』とサウンドトラック・アルバムでもでも取り上げられているが、スローコムによれば「ロンシュタットがとても怒っていたので（演奏を）公開するためにサインしてもらうのにとても苦労した」とのことである。

#### 演奏
- リンダ・ロンシュタット - リード・ボーカル
- ダン・ダグモア - エレクトリック・ギター
- ワディ・ワクテル - エレクトリック・ギター、バッキング・ボーカル
- ドン・グロルニック - ピアノ
- ケニー・エドワーズ - ベース、バッキング・ボーカル
- ラッセル・カンケル - ドラムス
- ピーター・アッシャー - バッキング・ボーカル

### その他
- アラン・デイル&カジュアルズ（英語版）は、カバー・バージョンを1959年にシングル盤として発売した。B面にはボ・ディドリーのカバー曲「クラッキン・アップ」を収録[10]。
- ビートルズが1968年に発売したアルバム『ザ・ビートルズ』のオープニング・トラック「バック・イン・ザ・U.S.S.R.」は、本作のパロディ・ソングである[11]。
- MC5は、1970年に発売した同名のアルバムにカバー・バージョンを収録した。
- バナナ&ザ・バンチは、1972年に発売したアルバム『Mid-Mountain Ranch』にカバー・バージョンを収録した。
- エドガー・ウィンターズ・ホワイト・トラッシュは、1972年に発売したライブ・アルバム『Roadwork』にライブでカバーした際の音源を収録した。
- ジョナサン・リッチマン&ザ・モダン・ラヴァーズ（英語版）は、1976年に発売した同名のアルバムにカバー・バージョンを収録した。
- ジーン・サマーズ（英語版）は、1983年に発売したアルバム『Live' In Scandinavia』にカバー・バージョンを収録し、一部のライブでオープニング・トラックとして演奏した[12]。
- ブラック・クロウズのクリス・ロビンソン（英語版）とリッチ・ロビンソン（英語版）は、2000年にベリーがケネディ・センター名誉賞を受賞した際に本作を演奏した。
- Kidsongsのホームビデオ『Sing Out, America!』には、「Living in the USA」というタイトルで収録された。
- ブルース・スプリングスティーン&Eストリート・バンドは、1975年2月5日にペンシルバニア州ブリンマーで開催されたコンサートで、エンディング曲として演奏した。

## チャート成績

### チャック・ベリー版
| チャート (1959年)                    | 最高位 |
| ------------------------------------ | ------ |
| US Billboard Hot 100                 | 37     |
| US Hot R&B/Hip-Hop Songs (Billboard) | 16     |

### リンダ・ロンシュタット版
| チャート (1978年)                      | 最高位 |
| -------------------------------------- | ------ |
| オーストラリア (Kent Music Report)     | 18     |
| Canada Top Single (RPM)                | 8      |
| Canada Country Tracks (RPM)            | 43     |
| ニュージーランド (Recorded Music NZ)   | 24     |
| 南アフリカ (Springbok Radio SA Top 20) | 11     |
| US Billboard Hot 100                   | 16     |
| US Adult Contemporary (Billboard)      | 30     |
| US Hot Country Songs (Billboard)       | 41     |
| US Cash Box Top 100                    | 11     |

| チャート（1978年）              | 順位 |
| ------------------------------- | ---- |
| Canada Top Single (RPM)         | 83   |
| US (Joel Whitburn's Pop Annual) | 113  |
| US Cash Box                     | 88   |